# Siegkreis

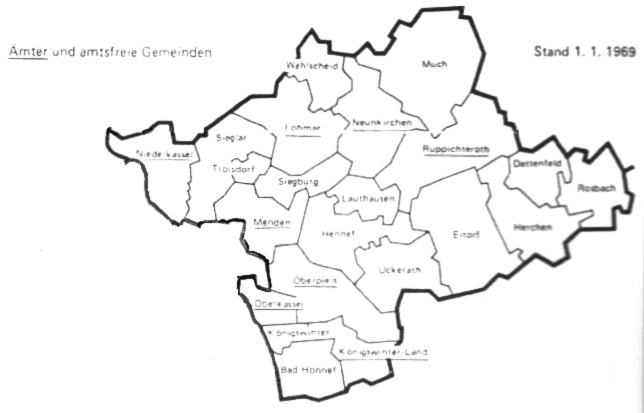
Ämter und amtsfreie Gemeinden im Siegkreis (1968)

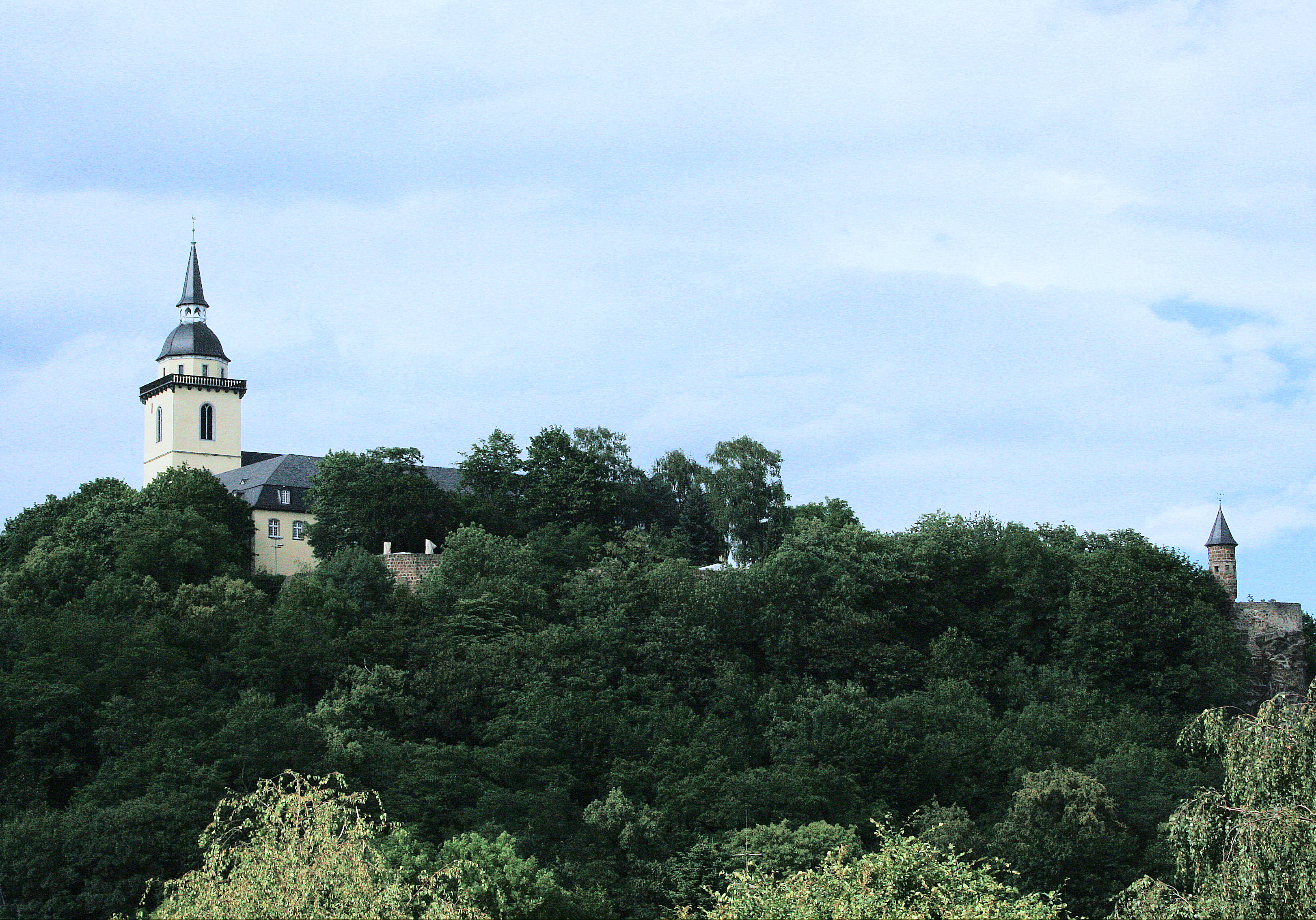
Zuerst war der Verwaltungssitz des Kreises Siegburg in der ehemaligen Abtei Michaelsberg untergebracht.

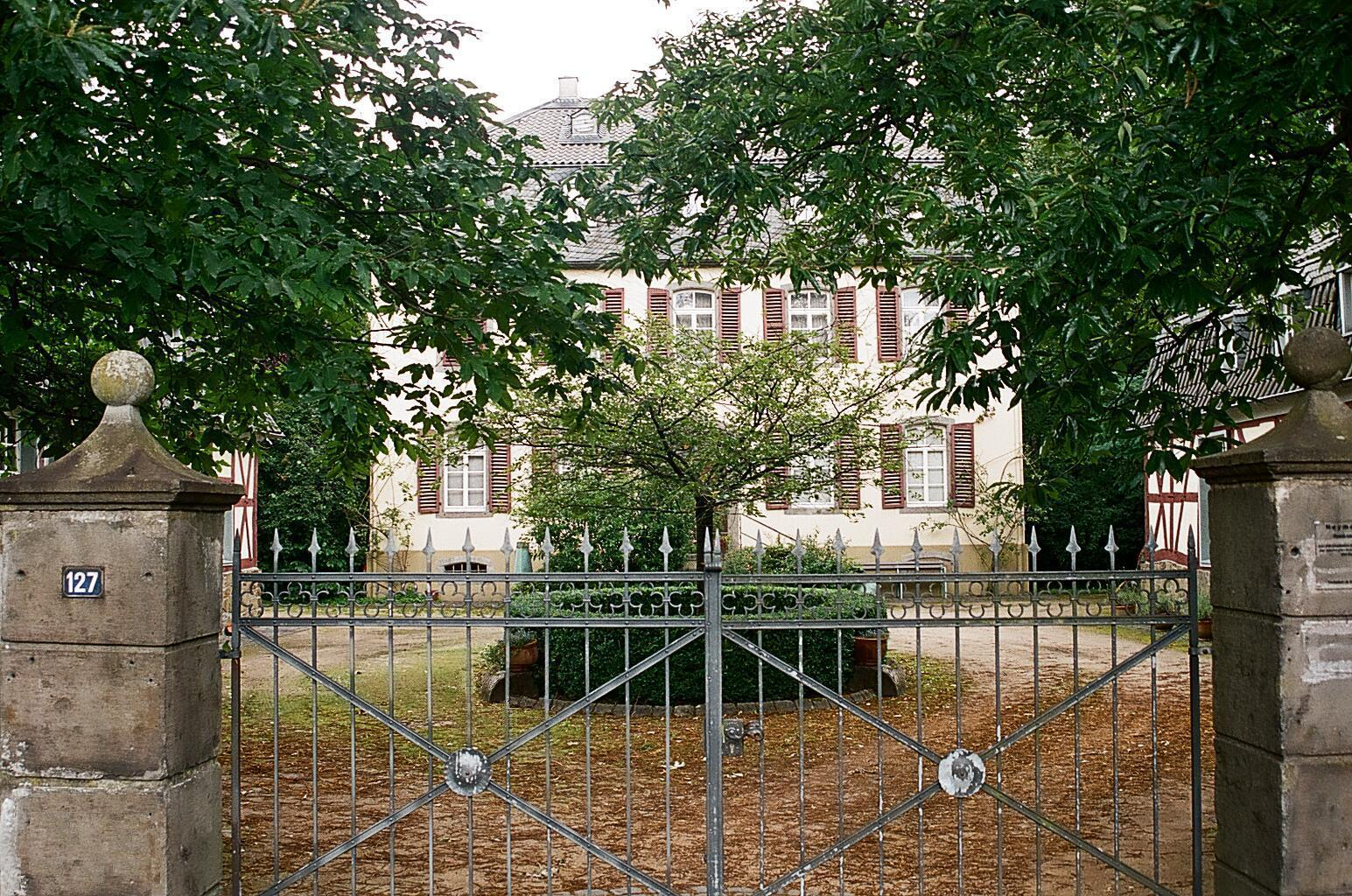
Der Heymershof war erster Sitz des Landratsamtes im vergrößerten Kreis Siegburg

Das abgerissene Landratsamt Siegburg stand an der Stelle des jetzigen Kreishauses

Der Siegkreis (bis 1825 Kreis Siegburg) war ein Landkreis im Regierungsbezirk Köln in der preußischen Rheinprovinz, der 1816 entstanden ist. Er umfasste im Wesentlichen den rechtsrheinischen Teil des heutigen Rhein-Sieg-Kreises.

## Nachbarkreise
Der Siegkreis grenzte Anfang 1969 im Uhrzeigersinn im Norden beginnend an den Rheinisch-Bergischen und den Oberbergischen Kreis (beide in Nordrhein-Westfalen), an die Landkreise Altenkirchen (Westerwald) und Neuwied (beide in Rheinland-Pfalz) sowie an den Landkreis Bonn, an die kreisfreie Stadt Bonn und an den Landkreis Köln (alle wiederum in Nordrhein-Westfalen).

## Geschichte
Durch eine königliche Verordnung vom 20. April 1816 mit Wirkung zum 22. April 1816 wurden im Regierungsbezirk Köln Kreise gebildet, die von einem Landrat geführt wurden. Diese Stelle musste anfangs von einem einheimischen Rittergutbesitzer besetzt werden.
Zum Kreis gehörten die damaligen Bürgermeistereien
- Königswinter, heute die Städte Königswinter (ohne den heutigen Stadtteil Oberpleis) und Honnef (Name erst seit 1960 Bad Honnef)
- Lohmar, heute Stadt Lohmar
- Menden, heute Teil der Stadt Sankt Augustin
- Niederkassel, heute Stadt Niederkassel
- Oberkassel, heute der Bonner Ortsteil Oberkassel und die Königswinterer Ortsteile Niederdollendorf, Oberdollendorf und Heisterbacherrott
- Oberpleis, heute Teil der Stadt Königswinter
- Siegburg, heute Stadt Siegburg
- Sieglar, heute Teil der Stadt Troisdorf
- Wahlscheid, heute Teil von Lohmar

Der erste Landratssitz war in der Abtei Michaelsberg.
1820 wurde der Kreis Uckerath aufgelöst und das Gebiet dem Kreis Siegburg zugefügt. Hinzu kamen die Bürgermeistereien
- Eitorf
- Hennef
- Herchen
- Lauthausen
- Much
- Neunkirchen
- Ruppichteroth
- Uckerath

Landrat wurde der bisherige Landrat des Kreises Uckerath, Franz Joseph Scheven. 1825 wurde der Kreis durch Namensänderung zum Siegkreis. Durch die Kreisordnung vom 13. Juli 1827 wurden neben den Landräten Kreistage bestellt, denen der Landadel und Vertreter der Kommunen angehörten. Die Beschlüsse dieser Kreistage mussten bis 1873, im Siegkreis sogar bis 1887, von der Regierung genehmigt werden, hatten also nur beratende Funktion. Verwaltungssitz des vergrößerten Siegkreises war von der Zusammenlegung bis 1838 der des Landkreises Uckerath, der Heymershof in Hennef. Von 1842 bis 1848 war Schloss Allner Verwaltungssitz. Mit der Einführung der Gemeindeordnung für die Rheinprovinz von 1845 wurden die meisten Bürgermeistereien des Kreises in mehrere Gemeinden untergliedert. Der Kreis war seitdem wie folgt gegliedert:
| Verwaltungsgliederung 1846 | Verwaltungsgliederung 1846                                                                      |
| Bürgermeisterei            | Gemeinden                                                                                       |
| -------------------------- | ----------------------------------------------------------------------------------------------- |
| Eitorf                     | Eitorf, Merten                                                                                  |
| Hennef                     | Blankenberg, Geistingen                                                                         |
| Herchen                    | Herchen                                                                                         |
| Königswinter               | Aegidienberg, Honnef, Ittenbach, Königswinter                                                   |
| Lauthausen                 | Altenbödingen, Braschoß, Happerschoß, Lauthausen                                                |
| Lohmar                     | Altenrath, Breidt, Halberg, Inger, Lohmar, Scheiderhöhe                                         |
| Menden                     | Buisdorf, Hangelar, Holzlar, Meindorf, Niedermenden, Niederpleis, Obermenden, Siegburg-Mülldorf |
| Much                       | Much                                                                                            |
| Neunkirchen                | Neunkirchen, Seelscheid                                                                         |
| Niederkassel               | Lülsdorf, Mondorf, Niederkassel, Rheidt, Stockem, Uckendorf                                     |
| Oberkassel                 | Heisterbacherrott, Niederdollendorf, Oberdollendorf, Oberkassel                                 |
| Oberpleis                  | Oberpleis, Stieldorf                                                                            |
| Ruppichteroth              | Ruppichteroth, Winterscheid                                                                     |
| Siegburg                   | Siegburg, Troisdorf, Wolsdorf                                                                   |
| Sieglar                    | Bergheim-Müllekoven, Eschmar, Kriegsdorf, Sieglar, Spich                                        |
| Uckerath                   | Uckerath                                                                                        |
| Wahlscheid                 | Wahlscheid                                                                                      |

Siegburg erhielt 1857 die Rheinische Städteordnung. Troisdorf und Wolsdorf schieden dadurch aus der Bürgermeisterei Siegburg aus bildeten seitdem die Bürgermeisterei Siegburg-Land. Honnef erhielt 1862 die Rheinische Städteordnung und schied aus der Bürgermeisterei Königswinter aus. Königswinter erhielt 1889 ebenfalls die Rheinische Städteordnung. Ägidienberg und Ittenbach bildeten seitdem die Bürgermeisterei Königswinter-Land.
Wolsdorf wurde 1899 in die Stadt Siegburg eingemeindet. Gleichzeitig wurde die Bürgermeisterei Siegburg-Land aufgehoben, während die Gemeinde Troisdorf zur Bürgermeisterei Troisdorf erhoben wurde. Eschmar sowie Kriegsdorf wurden 1918 und Bergheim-Müllekoven sowie Spich wurden 1927 in die Gemeinde Sieglar eingegliedert. Wie in der gesamten Rheinprovinz wurden 1927 die Bürgermeistereien des Kreises in Ämter überführt. Im Jahre 1932 trat das Amt Dattenfeld mit den beiden Gemeinden Dattenfeld und Rosbach aus dem aufgelösten Kreis Waldbröl zum Siegkreis hinzu. Die Gemeinden Geistingen und Blankenberg wurden 1934 zur Gemeinde Hennef zusammengeschlossen. Alle Ämter, die nur aus einer Gemeinde bestanden, wurden 1934 aufgehoben. Merten wurde 1935 in die Gemeinde Eitorf eingegliedert; gleichzeitig wurden Niedermenden und Obermenden zur Gemeinde Menden zusammengeschlossen. 1945 wurde das Kreisgebiet von Alliierten Streitkräften besetzt und Teil der Britischen Besatzungszone.
Troisdorf erhielt 1952 das Stadtrecht. Das Amt Dattenfeld wurde 1955 aufgelöst; Dattenfeld und Rosbach waren seitdem amtsfreie Gemeinden. Altenbödingen und Happerschoß wurden 1956 Teil der Gemeinde Lauthausen; gleichzeitig wurde Braschoß in die Stadt Siegburg eingemeindet. Die Stadt Honnef hieß seit 1960 Bad Honnef. Vor der Gebietsreform von 1969 war der Siegkreis zuletzt wie folgt gegliedert:
| Verwaltungsgliederung 1968 | Verwaltungsgliederung 1968 |
| Amt                        | Gemeinden |
| -------------------------- | --- |
| amtsfrei                   | Bad Honnef (Stadt), Dattenfeld, Eitorf, Hennef, Herchen, Königswinter (Stadt), Lauthausen, Much, Rosbach, Siegburg (Stadt), Sieglar, Troisdorf (Stadt), Uckerath, Wahlscheid |
| Königswinter-Land          | Aegidienberg, Ittenbach |
| Lohmar                     | Altenrath, Breidt, Halberg, Inger, Lohmar, Scheiderhöhe |
| Menden                     | Buisdorf, Hangelar, Holzlar, Meindorf, Menden, Niederpleis, Siegburg-Mülldorf                                                                                                |
| Neunkirchen                | Neunkirchen, Seelscheid |
| Niederkassel               | Lülsdorf, Mondorf, Niederkassel, Rheidt, Stockem, Uckendorf |
| Oberkassel                 | Heisterbacherrott, Niederdollendorf, Oberdollendorf, Oberkassel |
| Oberpleis                  | Oberpleis, Stieldorf |
| Ruppichteroth              | Ruppichteroth, Winterscheid |

Zum 1. August 1969 wurde der Raum Bonn/Siegkreis durch das Bonn-Gesetz grundlegend neu gegliedert:
- Der Siegkreis wurde um Teile des Landkreises Bonn erweitert und in Rhein-Sieg-Kreis umbenannt. Siegburg blieb Kreisstadt des Rhein-Sieg-Kreises.
- Alle Ämter wurden aufgelöst.
- Ägidienberg wurde in die Stadt Bad Honnef eingemeindet.
- Holzlar und Oberkassel wurden in die kreisfreie Stadt Bonn eingemeindet.
- Lauthausen und Uckerath wurden in die Gemeinde Hennef eingegliedert.
- Heisterbacherrott, Ittenbach, Niederdollendorf, Oberdollendorf, Oberpleis und Stieldorf wurden in die Stadt Königswinter eingemeindet.
- Die Gemeinden Breidt, Halberg, Inger, Lohmar, Scheiderhöhe und Wahlscheid wurden zur vergrößerten Gemeinde Lohmar zusammengeschlossen.
- Neunkirchen und Seelscheid wurden zur Gemeinde Neunkirchen-Seelscheid zusammengeschlossen.
- Lülsdorf, Mondorf, Niederkassel, Rheidt, Stockem und Uckendorf wurden zur vergrößerten Gemeinde Niederkassel zusammengeschlossen.
- Ruppichteroth und Winterscheid wurden zur vergrößerten Gemeinde Ruppichteroth zusammengeschlossen.
- Aus Buisdorf, Hangelar, Meindorf, Menden, Niederpleis und Siegburg-Mülldorf wurde die neue Gemeinde Sankt Augustin gebildet.
- Altenrath und Sieglar wurden in die Stadt Troisdorf eingemeindet.
- Dattenfeld, Herchen und Rosbach wurden zur Gemeinde Windeck zusammengeschlossen.

## Einwohnerentwicklung
1900 hatte der Siegkreis eine Fläche von 766,13 km². 1932 wurde das Amt Dattenfeld aus dem aufgelösten Kreis Waldbröl dem Siegkreis zugeschlagen. 1969 hatte der Kreis eine Fläche von 826,94 km³ und 45 Gemeinden.
| Jahr | Einwohner  | Katholiken | Evangelische | and. Christ. | Juden |
| 1828 | 063.648    | 056.924    | 06.181       | –            | 543   |
| 1852 | 072.340    |            |              |              |       |
| 1880 | 089.663    |            |              |              |       |
| 1890 | 091.850    | 080.490    | 10.602       |              | 697   |
| 1900 | 107.343    | 093.577    | 12.981       |              |       |
| 1910 | 119.802    | 103.967    | 14.993       |              |       |
| 1925 | 137.080    | 117.414    | 18.361       | 033          | 641   |
| 1933 | 148.696    | 124.285    | 23.138       | 027          | 568   |
| 1939 | 153.141    | 126.723    | 23.678       | 249          | 342   |
| 1950 | 201.839    |            |              |              |       |
| 1960 | 230.100    |            |              |              |       |
| 1969 | [0]293.260 |            |              |              |       |

Bis 1955 waren etwa 40.000 Flüchtlinge und Heimatvertriebene aus den deutschen Ostgebieten im Siegkreis sesshaft geworden. Ihr Anteil an der Bevölkerung im Kreisgebiet betrug damals 19 %.

## Politik

### Zeit des Nationalsozialismus
1933 bis 1945 gehörte der Siegkreis zum Gau Köln-Aachen. Bei den Reichstagswahlen am 5. März 1933 beteiligten sich 88,2 Prozent der Wahlberechtigten.
| Partei  | Stimmen |
| gesamt  | 87.448  |
| Zentrum | 40.170  |
| NSDAP   | 25.908  |
| SPD     | 08.276  |
| KPD     | 07.468  |
| DNVP    | 04.521  |
| DVP     | 00.610  |
| andere  | 00.495  |

### Ergebnisse der Kreistagswahlen ab 1946
In der Liste werden nur Parteien und Wählergemeinschaften aufgeführt, die mindestens zwei Prozent der Stimmen bei der jeweiligen Wahl erhalten haben.
Stimmenanteile der Parteien in Prozent
| Jahr | CDU  | SPD  | FDP    | DZP  | BHE | KPD |
| ---- | ---- | ---- | ------ | ---- | --- | --- |
| 1946 | 42,8 | 17,0 | 08,2   | 27,5 |     | 4,3 |
| 1948 | 30,1 | 25,2 | 11,3   | 28,1 |     | 4,2 |
| 1952 | 32,8 | 23,5 | 13,8   | 21,2 | 6,8 |     |
| 1956 | 41,6 | 30,1 | 009,99 | 12,1 | 6,2 |     |
| 1961 | 53,5 | 28,6 | 09,9   | 03,6 | 4,4 |     |
| 1964 | 51,4 | 34,4 | 010,04 | 03,6 |     |     |

### Landräte
Im Siegkreis amtierten folgende Landräte:

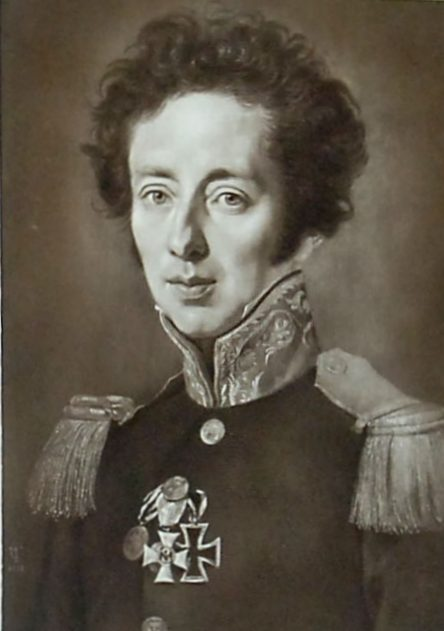
Eberhard von Hymmen, erster Landrat
Landrat Hans Weisheit

- 1816–Mai 1820: Eberhard von Hymmen
- 1. Oktober 1820–13. März 1837: Franz Joseph Scheven
- Mai 1837–Februar 1846: Maximilian von Loë
- Februar 1846–Juni 1849: Max Kessler (auftragsweise)
- 30. Juni 1849–10. Januar 1867: Franz Wülffing
- 16. Januar 1867–29. März 1867: Clemens von Loë (vertretungsweise)
- 26. April 1867–20. November 1867: Gottfried Vinzenz von Brewer (auftragsweise)
- 23. November 1867–Juni 1869: Maximilian Allert (auftragsweise)
- 7. Juli 1869–31. Dezember 1904: Eugen von Loë (Zentrum)
- November 1904–August 1917: Adolf von Dalwigk zu Lichtenfels
- Oktober 1917–26. März 1924: Hermann Strahl
- April 1924–Oktober 1924: Josef Herschenbach
- 24. Oktober 1924–18. April 1933: Eduard Wessel (Zentrum)
- April 1933–24. Oktober 1936: Ludwig Buttlar (NSDAP)
- 16. November 1936–1945: Hans Weisheit (NSDAP)
- 28. Mai 1945–17. April 1946: Josef Clarenz (Clarenz war der letzte hauptamtliche Landrat vor Einführung der „Doppelspitze“.)
- 18. April 1946–10. November 1948: Friedrich Gorius (CDU)
- 10. November 1948–18. März 1961: Peter Etzenbach (CDU)
- 10. April 1961–18. September 1974: Willi Lindlar (CDU)

### Oberkreisdirektoren
- 1946–1959 Josef Clarenz
- 1959–1969 Paul Kieras (CDU, ab 1. August 1969 Oberkreisdirektor des Rhein-Sieg-Kreises)

## Infrastruktur
Von 1832 bis 1852 verlief durch den Siegkreis der preußische Optische Telegraf von Köln nach Koblenz mit Stationen in Troisdorf und Söven.

## Kfz-Kennzeichen
Zunächst war für den Siegkreis das Kfz-Kennzeichen SB (nach der Kreisstadt Siegburg) vorgesehen. Als bekannt wurde, dass das Saarland im zum 1. Januar 1957 der Bundesrepublik Deutschland beitritt (Saarabkommen) wurde die Zuordnung jedoch kurzfristig zugunsten des größeren Saarbrücken geändert (siehe Erweiterung des Kfz-Kennzeichensystems auf das Saarland). Am 1. Juli 1956 wurde dem Siegkreis daher bei der Einführung der bis heute gültigen Kfz-Kennzeichen das Unterscheidungskennzeichen SU zugewiesen. Es wird durchgängig bis heute im Rhein-Sieg-Kreis ausgegeben.

## Bildung
- Schauspielschule Siegburg (Berufsfachschule für darstellende Bühnenkunst) in Siegburg
- Berufskolleg des Rhein-Sieg-Kreises in Siegburg
- Volkshochschule Rhein-Sieg in Siegburg
- Engelbert-Humperdinck-Musikschule in Siegburg